# Intissar al-Wazir
Intissar al-Wazir (en árabe: انتصار الوزير‎ ; nacida en 1941) (también conocida como Umm Jihad أم جهاد) es una política palestina, miembro del Consejo Legislativo Palestino y exministra de la ANP. Su marido era Khalil al-Wazir, un alto cargo de la Organización para la Liberación de Palestina que fue asesinado por Israel en 1988. Se unió a la organización Fatah en 1959, convirtiéndose en la primera mujer miembro del partido. Tiene una licenciatura en historia de la Universidad de Damasco.

## Trayectoria
Al-Wazir nació en la ciudad de Gaza. Ayudó a fundar la Unión General de Mujeres Palestinas, una organización que se centra en la situación social, económica y jurídica de las mujeres palestinas.
Ha sido miembro del Consejo Nacional Palestino desde 1974 y miembro del Comité Central de Fatah desde 1987. Fue Secretaria General de la Unión General de Mujeres Palestinas de 1980 a 1985. En 1983, asumió el cargo de la Subsecretaria General del Consejo Revolucionario de Fatah. Durante el exilio de Khalil al-Wazir (Abu Jihad), Intissar vivió con él durante 30 años aunque no estuvo exiliada. Regresó a la Franja de Gaza en 1995 y fue elegida miembro del PLC en 1996. De 1995 a 2005 fue Ministra de Asuntos Sociales de la Autoridad Nacional Palestina.
En 2016, al-Wazir fue jefa del Fondo de Mártires de la Autoridad Palestina, la organización que proporciona ayudas a las familias de palestinos muertos o heridos durante enfrentamientos con las autoridades israelíes.